# Agenția pentru Finanțarea Investițiilor Rurale
Agenția pentru Finanțarea Investițiilor Rurale (AFIR) este o institutie publica în subordinea Ministerului Agriculturii și Dezvoltării Rurale (MADR) care își desfășoară activitatea potrivit Ordonanței de Urgență a Guvernului nr. 41 din 18 iunie 2014, privind înființarea, organizarea și funcționarea Agenției pentru Finanațarea Investițiilor Rurale prin reorganizarea Agenției de Plăți pentru Dezvoltare Rurală și Pescuit ( APDRP), aprobată prin Legea 43 din 17 martie 2015.

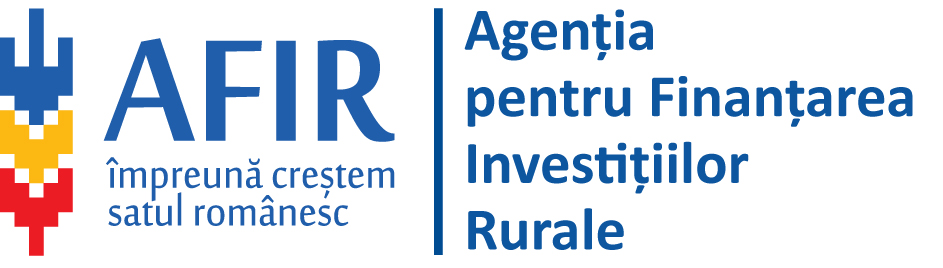
Logotip AFIR

AFIR asigură implementarea tehnică și financiară a Fondului European Agricol pentru Dezvoltare Rurală (FEADR) și a preluat în totalitate derularea și monitorizarea Programului SAPARD.
Agenția pentru Finanțarea Investițiilor Rurale ( AFIR) este formată din 13 direcții specializate la nivel central, din 8 Centre Regionale și 41 de Oficii Județene.
Principalele direcții de investiții reprezintă o continuare firească a Programului SAPARD, dar și a PNDR 2007 - 2013.

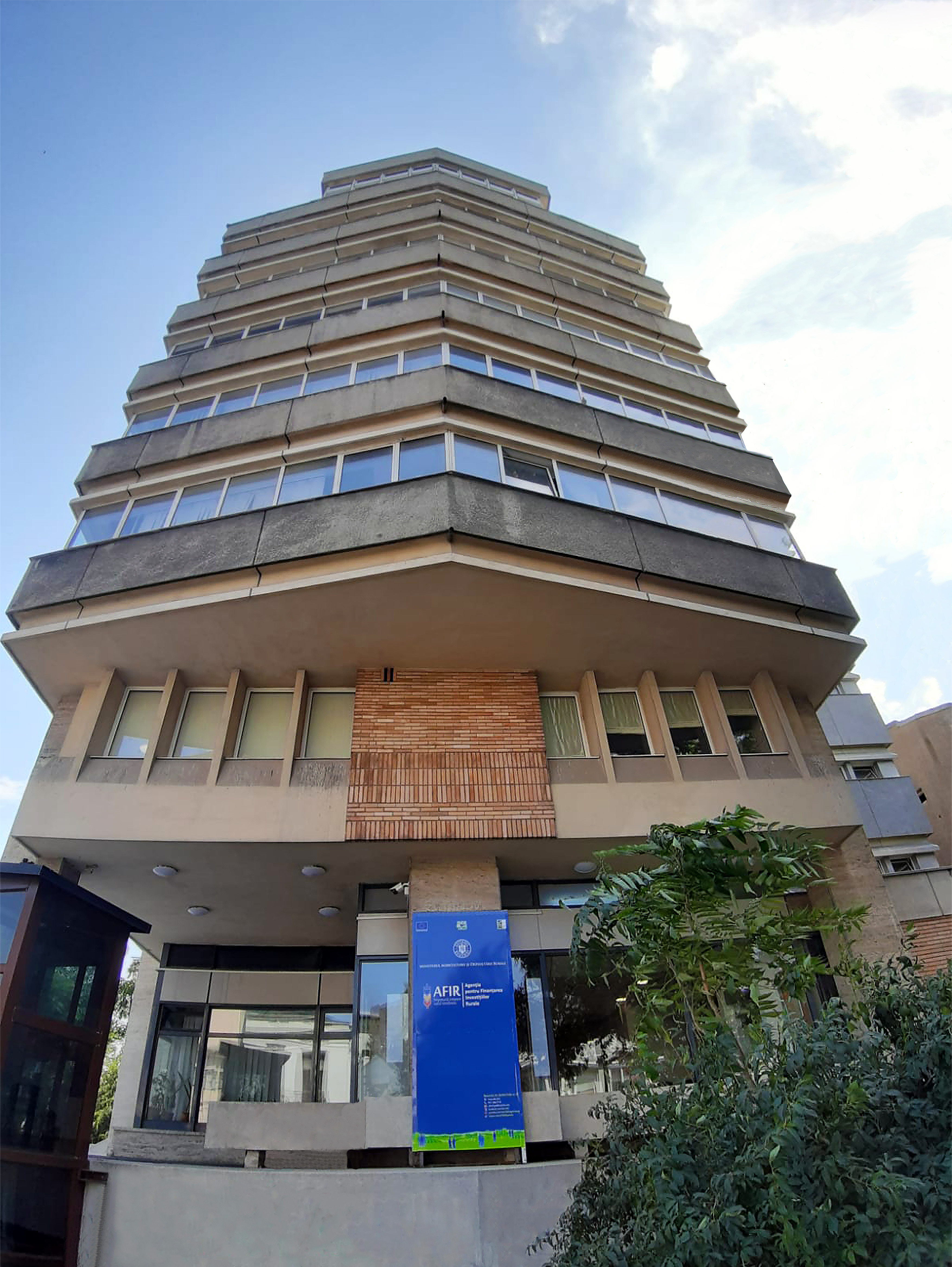
Sediu central AFIR

În concordanță cu celelalte componente de investiții se finanțează atât activitățile de diversificare economică, turism, conservarea patrimoniului natural, cultural și arhitectural, cât și renovarea satelor.
O altă prioritate de finanțare este Axa LEADER care are drept obiective încurajarea inovației în sectorul agricol și forestier, folosirea resurselor naturale și culturale într-un mod rațional și îmbunătățirea calității vieții în zonele rurale.

Agenția a obținut, începând cu anul 2013, certificarea internațională pentru standardul de calitate ISO 20000-1:2018, aplicabil sistemului de management al serviciilor IT, certificare reînnoită periodic conform ciclului de certificare standard. De asemenea, începând cu luna iunie a anului 2014 AFIR a obținut certificarea internațională pentru standardul de securitate ISO 27001:2013, aplicabil sistemului de management al securității informațiilor, certificare reînnoită periodic conform ciclului de certificare standard.
Aceste certificări, atestate de Lloyd’s Register Quality Assurance din Marea Britanie garantează în mod obiectiv că procesele IT și sistemul de management al securității informațiilor din cadrul Agenției sunt în concordanță cu normele, prevederile și regulamentele internaționale.
Începând cu luna iunie a anului 2019 AFIR a obținut certificarea internațională pentru standardul anti-mită ISO 37001:2016, aplicabil sistemului de management anti-mită. Certificarea atestată de RINA SIMTEX - Organismul de certificare, garantează că sistemul de management anti-mită din cadrul AFIR este în concordanță cu normele, prevederile și regulamentele internațional